# Ángel Rodríguez Tejero
Ángel Rodríguez Tejero fue un pintor, dibujante y militar español del siglo XIX.

## Biografía
Pintor y dibujante, era natural de Segovia. Estuvo dedicado principalmente a la acuarela como procedimiento y a los asuntos militares como objeto de sus estudios. Fue coronel graduado, comandante de Estado mayor de Plazas y auxiliar del Depósito de la Guerra.
En las Exposiciones Nacionales de 1871 y 1878 presentó varios Paisajes a la aguada y la composición Una escuela en el Priorío (Asturias). En las Exposiciones de acuarelistas en Madrid de 1878 a 1883 presentó los siguientes asuntos: Recuerdo de campaña, Una vista de Asturias, Una hoja del álbum de campaña, En Tafalla, En los ratos de ocio, Recuerdos de Pasajes, De vuelta del trabajo, El telégrafo de sangre, Allí están, A tomar posición, comprado por las infantas; hace tarde, comprado por la reina Cristina; El halcón favorito, El que espera desespera, Ya  se van los quintos, comprado por la reina.
En las Exposiciones debidas a la iniciativa del dorador Hernández en los años de 1881, 1882 y 1883, Rodríguez Tejero presentó los siguientes asuntos: La Escolta real, Tutto amore (abanico), Castillejos, Tres recuerdos de la guerra de África, Fuego entre nieve, A las bodas del emir, Hacer por la vida y Hacer por la muerte, comprados por el rey y la infanta Isabel; Los húsares en Bernedo, En guarnición, En operaciones, Ratos de ocio, Convoy de heridos, Al agua, Al vino, Antaño, Hoy, Mañana, Ogaño, Episodio de la batalla de Bailén, Agua, viento, tierra y fuego; Forrajeando y Una descubierta. Fueron obra de este artista los títulos de Marqués de Miravalles y grandeza de España pertenecientes al capitán general Genaro de Quesada, el título de Marqués de Villa-Antonia, expedido a favor del brigadier Velasco; un cuadro representando La batalla de Elgueta, y numerosos dibujos en el periódico La Ilustración.
Publicó las obras Nuevo método elemental de dibujo topográfico, Cartilla de paisaje y un Álbum de campaña, curso militar de paisaje de figura, por el que fue agraciado con la cruz blanca de segunda clase del Mérito militar. Habría fallecido en septiembre de 1908.